# Spoorlijn Longuyon - Onville en Pagny-sur-Moselle
De Spoorlijn Longuyon - Onville en Pagny-sur-Moselle is een Franse spoorlijn van Longuyon via Onville naar Pagny-sur-Moselle. De lijn is 73,7 km lang en heeft als lijnnummer 095 000.

## Geschiedenis
De spoorlijn werd door de Chemins de fer de l'Est geopend op 10 december 1877.

## Treindiensten
De SNCF verzorgt het personenvervoer op dit traject met TER treinen. Daarnaast wordt de lijn druk bereden door goederentreinen.
| Serie      | Treinsoort | Route                           | Bijzonderheden |
| ---------- | ---------- | ------------------------------- | -------------- |
| TER 833200 | TER (SNCF) | Nancy-Ville – Longuyon – Longwy |                |

## Aansluitingen
In de volgende plaatsen is of was er een aansluiting op de volgende spoorlijnen:
Longuyon
RFN 202 000, spoorlijn tussen Longuyon en Mont-Saint-Martin
RFN 202 306, raccordement van Longuyon
RFN 204 000, spoorlijn tussen Mohon en Thionville
Baroncourt
RFN 213 000, spoorlijn tussen Marcq-Saint-Juvin en Baroncourt
RFN 216 300, raccordement direct van Baroncourt
RFN 217 950, fly-over van Baroncourt
RFN 218 000, spoorlijn tussen Baroncourt en Audun-le-Roman
Conflans-Jarny
RFN 085 000, spoorlijn tussen Saint-Hilaire-au-Temple en Hagondange
RFN 086 000, spoorlijn tussen Conflans-Jarny en Metz-Ville
Onville
RFN 089 000, spoorlijn tussen Lérouville en Metz-Ville
RFN 094 300, raccordement van Waville
Pagny-sur-Moselle
RFN 090 000, spoorlijn tussen Frouard en Novéant

## Elektrificatie
De lijn werd in 1955 geëlektrificeerd met een wisselspanning van 25.000 volt 50 Hz.